# براين ستينسون
براين ستينسون (بالإنجليزية: Brian Steenson)‏ كان متسابق دراجات نارية أيرلندي شمالي. نافس في سباقات بطولة العالم لفئة 500 سي سي ولفئة 350 سي سي ولفئة 250 سي سي ولفئة 50 سي سي. كما شارك في كأس جزيرة مان السياحية. توفي إثر حادث تعرض له أثناء السباق.